# Goodlands (St. Lucia)
Goodlands (dt.: „Gute Ländereien“) ist ein südlicher Vorort der Landeshauptstadt Castries im Quarter (Distrikt) Castries im Westen des Inselstaates St. Lucia in der Karibik. 

## Geographie
Der Ort liegt südlich der Bucht von Castries am Morne Fortune mit der gleichnamigen Siedlung Morne Fortune und Incommode. Im Umkreis schließen sich folgende Verwaltungseinheiten an: The Morne (N), Ferrand, Cul de Sac (S), Monkey Town Ciceron und Ciceron (W).

## Klima
Nach dem Köppen-Geiger-System zeichnet sich Goodlands durch ein tropisches Klima mit der Kurzbezeichnung Af aus.